# San Pablo de Guarayos
San Pablo ist eine Ortschaft im Departamento Santa Cruz im Tiefland des südamerikanischen Anden-Staates Bolivien.

## Lage im Nahraum
San Pablo ist der zentrale Ort des Kanton San Pablo im Municipio Ascención de Guarayos in der Provinz Guarayos. San Pablo liegt auf einer Höhe von 202 m am Ufer des Río San Pablo, einem Grenzfluss zwischen dem Departamento Beni und dem Departamento Santa Cruz, der weiter zur Ortschaft Puente San Pablo fließt und dann im Norden in den Rio Guaporé mündet.

## Geographie
San Pablo liegt in der Moxos-Ebene (spanisch: Llanos de Moxos), einer mehr als 100.000 km² großen Überschwemmungssavanne im nördlichen Tiefland von Bolivien. Das Klima der Region ist ein semi-humides Klima der warmen Tropen.
Die mittlere Durchschnittstemperatur der Region liegt bei etwa 25 °C (siehe Klimadiagramm Urubichá) und schwankt nur unwesentlich zwischen 22 °C im Juni und Juli und 27 °C von Oktober bis Februar. Der Jahresniederschlag beträgt etwa 1150 mm, bei einer schwach ausgeprägten Trockenzeit von Juni bis September mit Monatsniederschlägen unter 45 mm, und einer deutlichen Feuchtezeit von November bis März mit Monatsniederschlägen zwischen 140 und 200 mm.

## Verkehrsnetz
San Pablo liegt in einer Entfernung von 304 Straßenkilometern nördlich von Santa Cruz, der Hauptstadt des Departamentos.
Von Santa Cruz aus führt die asphaltierte Nationalstraße Ruta 9 zusammen mit der Ruta 4 zuerst in östlicher Richtung über Cotoca nach Puerto Pailas, überquert den Río Grande und trennt sich 14 Kilometer später in Pailón. Von hier aus führt die Ruta 9 über insgesamt 1175 Kilometer nach Norden bis Guayaramerín und erreicht nach 230 Kilometern Ascención de Guarayos. Am Nordrand der Stadt zweigt eine Landstraße in Richtung Westen ab, die San Pablo nach dreizehn Kilometern erreicht.

## Bevölkerung
Die Einwohnerzahl der Ortschaft ist in den vergangenen beiden Jahrzehnten deutlich angestiegen. Die Ortschaft unterteilt sich bei der Volkszählung 2012 in die Teil-Ortschaften (07-1501-0200-1001) San Pablo mit 116 Einwohnern, (07-1501-0200-1002) San Antonio mit 362 Einwohnern, (07-1501-0200-1003) Villa Fatima mit 450 Einwohnern, und (07-1501-0200-1004) 24 de Septiembre mit 287 Einwohnern:
| Jahr | Einwohner | Quelle       |
| ---- | --------- | ------------ |
| 1992 | 762       | Volkszählung |
| 2001 | 924       | Volkszählung |
| 2012 | 1215      | Volkszählung |
| 2024 |           | Volkszählung |

Wichtigstes Idiom im Municipio Ascención ist Spanisch, jedoch sprechen neben Quechua, Guaraní und Aymara 27,5 Prozent der Bevölkerung andere indigene Sprachen. (2001)